# Формула-1 — Гран-прі Іспанії 2005

Схема траси Автодрому Каталунья

Гран-прі Іспанії 2005 (офіційно — Formula 1 Gran Premio Marlboro de España 2005) — автоперегони чемпіонату світу з Формули-1, які відбулися 8 травня 2005 року на Автодромі Каталунья в Монмало, Каталонія, Іспанія. Це п’ятий етап Чемпіонату світу 2005 і 47-й Гран-прі Іспанії в історії Формули-1.
Переможцем гонки став фін Кімі Ряйкконен (McLaren-Mercedes), здобувши першу перемогу в сезоні 2005 року та очоливши гонку від старту до фінішу. Друге місце посів місцевий улюбленець Фернандо Алонсу (Renault), зміцнивши своє лідерство в особистому заліку. Третім фінішував Ярно Труллі (Toyota), здобувши другий подіум у сезоні.
Поул-позицію здобув Кімі Ряйкконен, випередивши Марка Веббера (Williams-BMW) завдяки системі сумарного часу двох кваліфікаційних сесій. Алонсо стартував третім, але швидко обійшов Веббера на старті.

## Треті пілоти (п’ятниця)
Шість команд, що посіли найнижчі місця в Кубку конструкторів 2004, мали право виставити третій болід під час вільних заїздів у п’ятницю. Ці пілоти брали участь у п’ятничних практиках, але не змагалися в кваліфікації чи гонці.
| Конструктор       | №  | Пілот            |
| ----------------- | -- | ---------------- |
| McLaren-Mercedes  | 35 | Педро де ла Роса |
| Sauber-Petronas   |    | —                |
| Red Bull-Cosworth | 37 | Крістіан Клін    |
| Toyota            | 38 | Рікардо Зонта    |
| Jordan-Toyota     | 39 | Роберт Дорнбос   |
| Minardi-Cosworth  |    | —                |

## Звіт

### Передумови
Команда BAR-Honda не брала участі в гонці, відбувши першу з двох гонок заборони через порушення правил на Гран-прі Сан-Марино 2005. Хуан Пабло Монтойя (McLaren) повернувся після пропуску двох гонок через травму плеча.
Після Гран-прі Сан-Марино Фернандо Алонсо лідирував в особистому заліку з 36 очками, випереджаючи Ярно Труллі на 16 очок і Джанкарло Фізікеллу на 26 очок. У Кубку конструкторів Renault мали 46 очок, випереджаючи Toyota на 17 очок і McLaren на 21 очко.

### Кваліфікація
Кімі Ряйкконен здобув поул-позицію, встановивши найкращий час у другій кваліфікаційній сесії (1:16.602), що дало йому сумарний час 2:31.421. Марк Веббер поступився лише 0,247 секунди, посівши друге місце. Фернандо Алонсо кваліфікувався третім, випередивши Ральфа Шумахера та Ярно Труллі. Нік Хайдфельд і Рубенс Баррікелло не завершили другу сесію, отримавши штрафи за заміну двигунів, як і Тіаго Монтейру.

### Гонка
Кімі Ряйкконен домінував у гонці, створивши відрив від старту та встановивши найшвидше коло 13 разів за перші 24 кола. Фернандо Алонсо зіткнувся зі зносом шин, що змусило його їх берегти, фінішувавши другим із відставанням у 27,652 секунди. Ярно Труллі утримував третю позицію, випередивши партнера по команді Ральфа Шумахера, який фінішував четвертим.
Марк Веббер невдало стартував, втративши друге місце на користь Алонсо та третє — Шумахеру, а після піт-стопів опустився на шосте місце. Джанкарлу Фізікеллі вдалося піднятися з шостої позиції на старті до п’ятої, встановивши найшвидше коло гонки (1:15.641) на 66-му колі. Хуан Пабло Монтойя фінішував сьомим, а Девіду Култгарду дісталося останнє очко за восьме місце.
Серед тих, хто зійшов, був Міхаель Шумахер, чий болід зазнав пошкодження шини на 47-му колі, що стало його третьою невдачею в сезоні. Жаку Вільневу довелося зійти на 51-му колі через перегрів двигуна внаслідок витоку води. Вітантоніо Ліуцці та Патрік Фрісахер вилетіли з траси, а Крістіян Альберс зійшов через проблеми з коробкою передач.

## Класифікація

### Кваліфікація
Кваліфікація відбулася 7 травня 2005 року о 14:00 за місцевим часом (UTC+2) і визначила стартову сітку гонки.
| Поз.     | №  | Пілот               | Конструктор       | Q1       | Q2       | Сума     | Відст.  | Старт |
| -------- | -- | ------------------- | ----------------- | -------- | -------- | -------- | ------- | ----- |
| 1        | 9  | Кімі Ряйкконен      | McLaren-Mercedes  | 1:14.819 | 1:16.602 | 2:31.421 |         | 1     |
| 2        | 7  | Марк Веббер         | Williams-BMW      | 1:15.042 | 1:16.626 | 2:31.668 | +0.247  | 2     |
| 3        | 5  | Фернандо Алонсо     | Renault           | 1:14.811 | 1:16.880 | 2:31.691 | +0.270  | 3     |
| 4        | 17 | Ральф Шумахер       | Toyota            | 1:14.870 | 1:17.047 | 2:31.917 | +0.496  | 4     |
| 5        | 16 | Ярно Труллі         | Toyota            | 1:14.795 | 1:17.200 | 2:31.995 | +0.574  | 5     |
| 6        | 6  | Джанкарло Фізікелла | Renault           | 1:15.601 | 1:17.229 | 2:32.830 | +1.409  | 6     |
| 7        | 10 | Хуан Пабло Монтойя  | McLaren-Mercedes  | 1:15.902 | 1:17.570 | 2:33.472 | +2.051  | 7     |
| 8        | 1  | Міхаель Шумахер     | Ferrari           | 1:15.398 | 1:18.153 | 2:33.551 | +2.130  | 8     |
| 9        | 14 | Девід Култгард      | Red Bull-Cosworth | 1:15.795 | 1:18.373 | 2:34.168 | +2.747  | 9     |
| 10       | 12 | Феліпе Масса        | Sauber-Petronas   | 1:15.863 | 1:18.361 | 2:34.224 | +2.803  | 10    |
| 11       | 15 | Вітантоніо Ліуцці   | Red Bull-Cosworth | 1:16.288 | 1:19.014 | 2:35.302 | +3.881  | 11    |
| 12       | 11 | Жак Вільнев         | Sauber-Petronas   | 1:16.794 | 1:19.686 | 2:36.480 | +5.059  | 12    |
| 13       | 19 | Нараїн Картікеян    | Jordan-Toyota     | 1:18.557 | 1:20.711 | 2:39.268 | +7.847  | 13    |
| 14       | 18 | Тіаго Монтейру      | Jordan-Toyota     | 1:19.040 | 1:20.903 | 2:39.943 | +8.522  | 181   |
| 15       | 21 | Крістіян Альберс    | Minardi-Cosworth  | 1:19.563 | 1:21.578 | 2:41.141 | +9.720  | 14    |
| 16       | 20 | Патрік Фрісахер     | Minardi-Cosworth  | 1:20.306 | 1:22.453 | 2:42.759 | +11.338 | 15    |
| 17       | 8  | Нік Хайдфельд       | Williams-BMW      | 1:15.038 | Без часу | Без часу | —       | 172   |
| 18       | 2  | Рубенс Баррікелло   | Ferrari           | 1:15.746 | Без часу | Без часу | —       | 161   |
| Джерела: |    |                     |                   |          |          |          |         |       |

Примітки
- ↑  — Тіаго Монтейру та Рубенс Баррікелло отримали штраф у 10 позицій на стартовій решітці за заміну двигуна.
- ↑  — Нік Хайдфельд отримав штраф у 20 позицій на стартовій решітці за заміну двигуна.

### Перегони
Гонка відбулася 8 травня 2005 року о 14:00 за місцевим часом (UTC+2) і тривала 66 кіл.
| Поз.     | №  | Пілот               | Конструктор       | Шини | Кола | Час/Схід         | Старт | Очки |
| -------- | -- | ------------------- | ----------------- | ---- | ---- | ---------------- | ----- | ---- |
| 1        | 9  | Кімі Ряйкконен      | McLaren-Mercedes  | M    | 66   | 1:27:16.830      | 1     | 10   |
| 2        | 5  | Фернандо Алонсо     | Renault           | M    | 66   | +27.652          | 3     | 8    |
| 3        | 16 | Ярно Труллі         | Toyota            | M    | 66   | +45.947          | 5     | 6    |
| 4        | 17 | Ральф Шумахер       | Toyota            | M    | 66   | +46.719          | 4     | 5    |
| 5        | 6  | Джанкарло Фізікелла | Renault           | M    | 66   | +57.936          | 6     | 4    |
| 6        | 7  | Марк Веббер         | Williams-BMW      | M    | 66   | +1:08.542        | 2     | 3    |
| 7        | 10 | Хуан Пабло Монтойя  | McLaren-Mercedes  | M    | 65   | +1 коло          | 7     | 2    |
| 8        | 14 | Девід Култгард      | Red Bull-Cosworth | M    | 65   | +1 коло          | 9     | 1    |
| 9        | 2  | Рубенс Баррікелло   | Ferrari           | B    | 65   | +1 коло          | 16    |      |
| 10       | 8  | Нік Хайдфельд       | Williams-BMW      | M    | 65   | +1 коло          | 17    |      |
| 11       | 12 | Феліпе Масса        | Sauber-Petronas   | M    | 63   | Обід колеса      | 10    |      |
| 12       | 18 | Тіаго Монтейру      | Jordan-Toyota     | B    | 63   | +3 кола          | 18    |      |
| 13       | 19 | Нараїн Картікеян    | Jordan-Toyota     | B    | 63   | +3 кола          | 13    |      |
| Сх       | 11 | Жак Вільнев         | Sauber-Petronas   | M    | 51   | Двигун           | 12    |      |
| Сх       | 1  | Міхаель Шумахер     | Ferrari           | B    | 46   | Пошкодження шини | 8     |      |
| Сх       | 21 | Крістіян Альберс    | Minardi-Cosworth  | B    | 19   | Коробка передач  | 14    |      |
| Сх       | 20 | Патрік Фрісахер     | Minardi-Cosworth  | B    | 11   | Виліт            | 15    |      |
| Сх       | 15 | Вітантоніо Ліуцці   | Red Bull-Cosworth | M    | 9    | Виліт            | 11    |      |
| Джерела: |    |                     |                   |      |      |                  |       |      |

## Положення в чемпіонаті після Гран-прі
|          | Поз. | Пілот               | Очки |
| -------- | ---- | ------------------- | ---- |
|          | 1    | Фернандо Алонсо     | 44   |
|          | 2    | Ярно Труллі         | 26   |
|          | 3    | Кімі Ряйкконен      | 17   |
|          | 4    | Джанкарло Фізікелла | 14   |
|          | 5    | Ральф Шумахер       | 14   |
| Джерело: |      |                     |      |

|          | Поз. | Конструктор      | Очки |
| -------- | ---- | ---------------- | ---- |
|          | 1    | Renault          | 58   |
|          | 2    | Toyota           | 40   |
|          | 3    | McLaren-Mercedes | 37   |
|          | 4    | Williams-BMW     | 21   |
|          | 5    | Ferrari          | 18   |
| Джерело: |      |                  |      |

- Примітка: Тільки п’ять позицій включено в обидві таблиці.